# San Ramon (Californie)
Pour les articles homonymes, voir San Ramon.
San Ramon est une municipalité de Californie, appartenant à la Baie de San Francisco. Elle abrite le siège de la société Chevron.

## Démographie
| 1970  | 1980   | 1990   | 2000   | 2010   | - |
| ----- | ------ | ------ | ------ | ------ | - |
| 4 084 | 22 356 | 35 303 | 44 722 | 72 148 | - |